# Punta punta
Punta punta es una especie de mariposa. Es la única especie del género Punta, en la familia Hesperiidae. Fue descrita por Evans en 1955.